# Harlequin Enterprises
Pour les articles homonymes, voir Harlequin.
 (mai 2013).
Si vous disposez d'ouvrages ou d'articles de référence ou si vous connaissez des sites web de qualité traitant du thème abordé ici, merci de compléter l'article en donnant les références utiles à sa vérifiabilité et en les liant à la section « Notes et références ».
Harlequin Enterprises est une maison d'édition fondée en 1949 à Toronto au Canada et spécialisée dans les romans d'amour. Publiés dans plus de 110 pays et en 31 langues, les romans Harlequin se sont implantés en France en 1978.

## Historique
Harlequin naît en 1949 au Canada, à Winnipeg, province du Manitoba. Richard H. G. Bonnycastle (en) lance avec sa femme Mary, la petite société d’édition, avec pour premier titre, le roman de Nancy Bruff, The Manatee. Harlequin Books publie alors au format poche des romans allant de l’aventure aux classiques, et du western à Agatha Christie et William Somerset Maugham, mais aussi des livres de cuisine. Harlequin publie son premier roman « médical » en 1953 : les histoires d’amour entre docteurs et infirmières captivent déjà les lectrices. Quatre ans plus tard, The Hospital in Buwanbo, d’Anne Vinton, au catalogue de Mills & Boon (en), est le premier roman sentimental publié en Amérique du Nord par Harlequin.
Dès 1964, l’éditeur canadien se consacre entièrement au genre sentimental, grâce aux titres de Mills & Boon, mais aussi aux auteurs américains et canadiens. En 1972, Harlequin rachète le fonds Mills & Boon. La maison passe les frontières, ses romans se vendent également dans les grandes surfaces. Six ans plus tard, l'éditeur canadien arrive en France. Il s’implante la même année en Scandinavie après une entrée en Europe via les Pays-Bas et l’Allemagne trois ans plus tôt. L’Espagne, la Grèce suivent en 1979, puis le Japon, la Nouvelle-Zélande… En 1981, Harlequin est racheté par le groupe de presse et d’édition Torstar, coté à la Bourse de Toronto.
En 2001, c’est à une femme que revient la toute première place à la tête de Harlequin Enterprises. Entrée dans le groupe 16 ans auparavant, Donna Hayes est nommée PDG d’Harlequin Monde. Elle prendra sa retraite en 2014 remplacée par Craig Swinwood.
En mai 2014, Torstar vend Harlequin Enterprises à News Corp pour 415 millions de dollars. Harlequin sera intégré à HarperCollins.

## Harlequin France

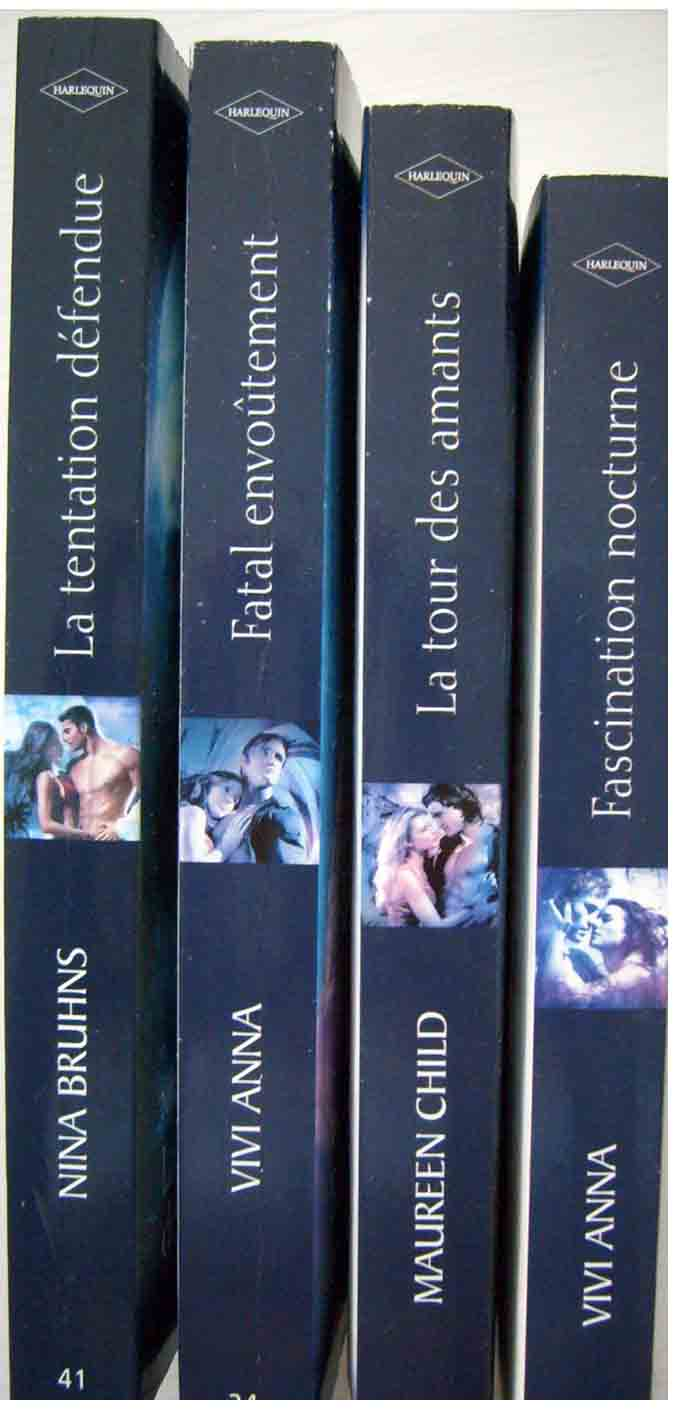
Livres de la collection Nocturne publiés par Harlequin.

La filiale française a été créée en 1978 sous la raison sociale Harlequin. Complainte sicilienne, de Violet Winspear, est le premier roman publié par la filiale française. La collection Best Sellers est lancée en 1993 en France, premier programme de fiction des Éditions Harlequin, proposant des thrillers et des romans anglophones. Dix ans plus tard, les Éditions Harlequin publient leur première collection de fiction en grand format avec Red Dress Ink (chick lit). Et publient désormais en poche des romans policiers, des intrigues sensuelles, ou encore des romances historiques.
Les éditions Harlequin lance la collection Mira en 2004 sur le terrain du thriller grand format, puis Jade un an plus tard, romans féminins grand public. Trois ans plus tard, création de trois nouvelles collections au format poche du genre sentimental : Passions, Black Rose et Prélud’. Harlequin fête ses 30 ans en France en 2008, et se lance dans deux nouveaux genres : les premières romances érotiques paraissent dans la collection Spicy, tandis qu’à l’automne, sont publiés les premiers romans numériques, en version ebook. Plus d’un million d’e-books se sont vendus en France depuis 2008,. En juin 2010, Darkiss, un programme de fiction jeunesse et jeunes adultes, est lancé. En février 2011, Harlequin crée la collection Nora Roberts, dédiée à l’un des auteurs stars du roman féminin, puis la collection Mosaïc, programme de fiction grand format grand public, en juin 2012. Les Éditions Harlequin France fêtent leur 35e anniversaire en 2013 et lancent Harlequin HQN, une marque primo-numérique dédiée aux auteurs francophones, et publiant des contenus allant du polar à la chick lit, du sentimental à la science-fiction ou du thriller à la jeunesse. Le numérique pesait près de 10 % de son activité en France en 2011 et était passé à 14 % du chiffre d'affaires total début 2014 soit plus d'un million d'e-book vendus.
Les éditions Harlequin bénéficient de nombreux réseaux de distribution : grandes surfaces, vente par correspondance, abonnement, Internet et le téléchargement numérique.

## Collections
- &H
- Amour et Destin
- Amours d'aujourd'hui
- Audace
- Azur
- Best-sellers
- Black rose
- Blanche
- Chance
- Collection Harlequin
- Coup de cœur
- Club
- Darkiss
- Désirs
- Édition spéciale
- Harlequin HQN
- Horizon
- Hors-série
- Jade
- Les Historiques
- Liberty
- Luna
- Mira
- Mosaïc
- Nocturne
- Nora Roberts
- Or
- Passion
- Prélud'
- Prestige
- Red Dress Ink
- Roman Passion
- Rouge Passion
- Royale
- Sagas
- Spicy
- Tentation
- Victoria